# Apáthy Árpád
Apáthy Árpád (Segesvár, 1912. április 29. – Budapest, 1995. június 8.)  hídépítő mérnök.
| Apáthy Árpád                              | Apáthy Árpád                                                                         |
| Kattints az alábbi külső linkek egyikére! | Kattints az alábbi külső linkek egyikére!                                            |
| ----------------------------------------- | ------------------------------------------------------------------------------------ |
| Nem található szabad kép.(?)              |                                                                                      |
| külső link · jogvédett                    | 100 éve született Apáthy Árpád (1912 – 1995) Első Lánchíd Mérnöki és Szolgáltató Bt. |

## Élete
Édesapja (Apáthy Árpád) ügyvéd, majd közjegyzőhelyettes volt. Édesanyja Sebesi Laura tanárnő fiatalon, 1915-ben meghalt. Az elemi iskolába Marosvásárhelyen járt. Édesapja 1921 után ügyvédi gyakorlatát nem folytathatta, mivel nem vállalta az akkor előírt „hűségeskü"-t. 
1922-ben elhagyni kényszerült Erdélyt és Pécelen, majd Budapesten (Római fürdőn) telepedett le. Fia itt fejezte be a középiskolát; a III. ker. állami Árpád reálgimnáziumban érettségizett 1930-ban. Apáthy Árpád az óbudai Árpád Gimnáziumban 1926-ban az V., 1927-ben a VI., 1928-ban a VII., 1929-ben a VIII. osztály tanulója volt. Verseket és novellákat írt és angol nyelvből verseket fordított.
Kiváló matematika tanárai voltak Fáj Árpád és Frank Ferenc, a magyar nyelv és irodalom ismeretét Olgyai Bertalantól sajátította el, még hozzá kiválóan. A VI.-ik osztálytól az osztályfőnöke Handlos Gyula.
1935-ben mérnöki oklevelet szerzett. 1935-ben, Egerben az Államépítészeti Hivatalnál segédmérnök, majd királyi mérnök, főmérnök. 1949-ben az Egri Államépítészeti Hivatal vezetője lett. 1952-ben a KPM Hídosztályára került, 1955-től osztályvezető helyettes, az ő kezdeményezésére indult meg a kishidak korszerűsítése. 1962-73 között a Hídosztály vezetője.
1973-tól saját kérésére nyugdíjas,élete végéig a szakmában maradt.
Minisztériumi vezető beosztása mellett szakirodalmi munkássága, a hídnyilvántartás korszerűsítése, a Hídszabályzat korszerűsítése terén végzett munkája is igen jelentős volt. Több nagy híd korszerűsítési munkájában műszaki ellenőrként is részt vett. Nevéhez fűződik többek között mintegy ezer kishíd korszerűsítése, és az országos elektronikus közúti hídnyilvántartás kidolgozása.
1995-ben Budapesten hunyt el.
2007-ben hidász szakmai díjat neveztek el róla. Az Apáthy Árpád-díjat olyan kollégánknak adományozzuk, aki különösen sokat, kiemelkedőt tett a hidak ügyéért, illetve lebonyolítás során való tevékenysége, vagy oktatás, kutatás, közigazgatás, munkahelyi mérnöki tevékenység, műszaki ellenőrzés területén folytatott tevékenysége elismerést érdemlő.
Fia, Apáthy Endre követte a hídépítő szakmában.